# Jerónimo Bécker y González
Jerónimo Bécker y González (Salamanca, 2 de desembre de 1857 - Madrid, 25 de maig de 1925) fou un diplomàtic, historiador i periodista espanyol.

## Biografia
Llicenciat en Filosofia i Lletres a la Universitat de Salamanca, va pertànyer al Cos d'Arxivers, Bibliotecaris i Arqueòlegs des de 1900 i va ser cap de l'Arxiu i Biblioteca del Ministeri d'Estat entre 1900 i 1924. Va col·laborar al diari El Globo d'Emilio Castelar.
Va ser membre de la Reial Societat Geogràfica d'Espanya i acadèmic de nombre (1913) i bibliotecari (des de 1922) de la Reial Acadèmia de la Història. Va combatre la llegenda negra amb obres com La tradición colonial española (Madrid, 1913), o La política española en Indias: rectificaciones históricas (Madrid, Jaimer Rates, 1920). Va ser secretari de la Junta Superior d'Història i Geografia del Marroc i redactor cap del diari La Época i també va escriure al Boletín de la Real Sociedad Geográfica entre altres publicacions. Va ser comanador de nombre de l'Orde d'Alfons XII i cavaller gran creu de l'Orde d'Isabel la Catòlica (1914).

## Obres
- El nuevo reino de Granada en el siglo 18, [S.l.] : Huérfanos del Sagrado Corazón de Jesús, 1921
- Historia política y diplomática desde la independencia de los Estados Unidos hasta nuestros días: 1776-1895. Madrid: Antonio Romero, 1897
- Relaciones diplomáticas entre España y la Santa Sede durante el siglo XIX. Madrid: Imprenta de Jaime Ratés Martín, 1908
- Historia de las Relaciones Exteriores de España durante el Siglo XIX.: Apuntes para una Historia Diplomatica, 1925.
- España y Marruecos: Sus relaciones diplomáticas durante el siglo XIX, 1903.
- La reforma constitucional en España. Madrid: Jaime Ratés, 1923.
- Las bodas reales en Espana: El futuro de s. a. Historia, critica, legislación.... T. Minuesa de los Rios, 1900.
- La tradición colonial española, Madrid, 1913
- La política española en Indias: rectificaciones históricas, Madrid, Jaimer Rates, 1920.